# مارتین لاس
مارتین لاس (انگلیسی: Martin Laas؛ زادهٔ ۱۵ سپتامبر ۱۹۹۳) دوچرخه‌سوار اهل استونی است.
از باشگاه‌هایی که در آن بازی کرده‌است می‌توان به بورا–هانسگروهه و دلکو–مارسی پوونس کی‌تی‌ام اشاره کرد.